# Arthropodium dyeri
Arthropodium dyeri là một loài thực vật có hoa trong họ Măng tây. Loài này được (Domin) Brittan mô tả khoa học đầu tiên năm 1987.